# Cottonwood (Dacota do Sul)
Cottonwood é uma cidade  localizada no estado norte-americano de Dacota do Sul, no Condado de Jackson.

## História
O local era originalmente chamado de Ingham, e o nome atual foi oficializado em 1906. O nome atual é devido ao Riacho Cottonwood, próximo à cidade. Em seu auge, nos anos 1930, Cottonwood teve 191 pessoas. A Grande Depressão impactou a cidade fortemente, e com o fechamento da escola local em 1950 por falta de orçamento, o declínio da cidade se acentuou. Em 2016, houve um voto para averiguar se a cidade seria dissolvida. 4 moradores votaram a favor da dissolução, e 7 contra.

## Demografia
Segundo o censo norte-americano de 2000, a sua população era de 6 habitantes. Em 2006, foi estimada uma população de 6, e no censo de 2010, a população era de 9 pessoas.

## Geografia
De acordo com o United States Census Bureau tem uma área de 2,4 km², totalmente cobertos por terra.

## Localidades na vizinhança
O diagrama seguinte representa as localidades num raio de 36 km ao redor de Cottonwood.